# Dilecta
Os irmãos Pelissier com o maillot de Dilecta em 1926
A equipa ciclista  'Dilecta' , é um equipa de ciclismo francêsa, com camisola azul e dourado, activo entre 1922 e 1955, patrocinado pela Dilecta, uma empresa francesa de construção de bicicletas. Dilecta comprou a marca J.B. Louvet em 1937.
A equipa desaparece em 1955 e a marca é usada por independentes até 1957.

## História
Os corredores da equipa ganharam muitos sucessos no Tour de France, mas vestindo a t-shirt de equipas nacionais ou regionais. Assim, Frans Bonduel ganhou 3 etapas do Tour (1 em 1930 e 2 em 1932), 1 com Arsène Mersch no 1936, 1 com Gerrit Schulte em 1938.

## Principais resultados

### Competições internacionais
- Campeão do mundo de perseguição: Gerrit Schulte (1948)
- Prata em Campeonato Mundial de Ciclismo em Estrada de 1931 : Ferdinand Le Drogo
- Critérium de As : Francis Pélissier (1926)

### Clássicas
- Volta à Flandres: Frans Bonduel (1930), Romain Gijssels (1931), Edgard De Caluwé (1938) e Achiel Buysse (1940, 1941 e 1943)
- Paris-Tours: Frans Bonduel (1939) e Jacques Dupont (1951)
- Paris-Bruxelas Frans Bonduel (1934 e 1939), Edgard De Caluwé (1935)
- Bordéus-Paris: Edgard De Caluwé (1935)
- Flecha Valona: Sylvain Grysolle (1941), Karel Thijs (1942)

### Carreiras por etapas
- Volta à Bélgica Jef Moerenhout (1935)
- Circuito da Bélgica Jef Moerenhout (1944)
- Volta aos Países Baixos Gerrit Schulte (1949)

### Vitórias nas Grandes Voltas
- Tour de France
  - Vitórias de etapas
    - 2  em 1927 : Ferdinand Le Drogo e Francis Pelissier
    - 1 em 1929 : Paul Le Drogo

### Campeonatos nacionais
- Campeonato da França de Ciclismo em Estrada : 1927 1928 (Ferdinand Le Drogo) e 1954 (Jacques Dupont)
- Campeonato da França de Ciclismo da zona ocupada : 1941 (Albert Goutal)
- Campeonato do Luxemburgo de Ciclismo em Estrada : 1935 (Arsène Mersch)
- Campeonato do Luxemburgo de Ciclismo em Cyclo-cross 1936 (Arsène Mersch)
- Campeonato dos Países Baixos de Ciclismo em Estrada 1948 (Gerrit Schulte)

## Corredores destacados

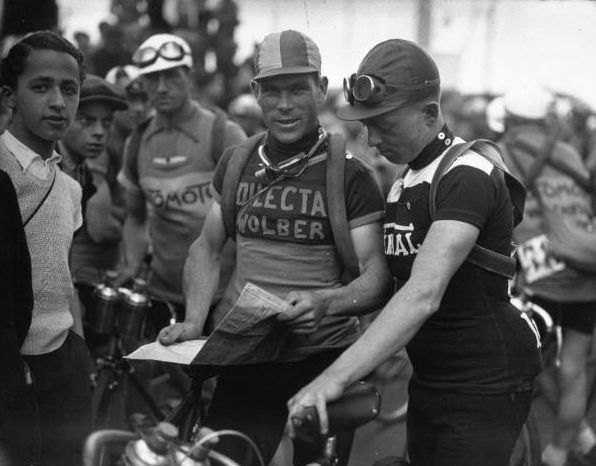
Godinat et Level, Paris-Saint-Etienne, 1934

| - 1926 - Charles Lacquehay - Ferdinand Le Drogo - Charles Pélissier - Francis Pélissier - Henri Pélissier - 1927 - Romain Bellenger - Charles Lacquehay - Ferdinand Le Drogo - Paul Le Drogo - Charles Pélissier - Francis Pélissier - Henri Pélissier - 1928 - Romain Bellenger - Frans Bonduel - Charles Lacquehay - Paul Le Drogo - Ferdinand Le Drogo - 1929 - Frans Bonduel - Ferdinand Le Drogo - Paul Le Drogo - 1930 - Frans Bonduel - Ferdinand Le Drogo - Paul Le Drogo - 1931 - Frans Bonduel - Ferdinand Le Drogo - Paul Le Drogo - 1932 - Frans Bonduel - Ferdinand Le Drogo - 1933 - Frans Bonduel - Ferdinand Le Drogo - 1934 - Frans Bonduel - Edgard De Caluwé - André Godinat - Ferdinand Le Drogo - Jef Moerenhout - 1935 - Albert Billiet - Frans Bonduel - Edgard De Caluwé - Ferdinand Le Drogo - Arsène Mersch - Jef Moerenhout - 1936 - Albert Billiet - Frans Bonduel - Edgard De Caluwé - Arsène Mersch - Jef Moerenhout - 1937 - Albert Billiet - Frans Bonduel - Edgard De Caluwé - Ferdinand Le Drogo - Jef Moerenhout - Gerrit Schulte | - 1938 - Albert Billiet - Frans Bonduel - Achiel Buysse - Edgard De Caluwé - Gerrit Schulte - 1939 - Albert Billiet - Frans Bonduel - Achiel Buysse - Edgard De Caluwé - Gerrit Schulte - 1940 - Frans Bonduel - Achiel Buysse - Edgard De Caluwé - Gerrit Schulte - 1941 - Frans Bonduel - Achiel Buysse - Edgard De Caluwé - Albert Goutal - 1942 - Frans Bonduel - Edgard De Caluwé - Albert Goutal - Jef Moerenhout - Karel Thijs - 1943 - Frans Bonduel - Achiel Buysse - Edgard De Caluwé - Albert Goutal - Jef Moerenhout - 1944 - Frans Bonduel - Achiel Buysse - Edgard De Caluwé - Albert Goutal - Jef Moerenhout - 1945 - Frans Bonduel - Achiel Buysse - Edgard De Caluwé - Albert Goutal - Jef Moerenhout - Gerrit Schulte - 1946 - Frans Bonduel - Achiel Buysse - Edgard De Caluwé - Jef Moerenhout - Gerrit Schulte - 1947 - Frans Bonduel - Gerrit Schulte - 1948 - Gerrit Schulte - 1949 - Gerrit Schulte - 1951 - Jacques Dupont - 1952 - Jacques Dupont - Oscar Plattner - 1953 - Jacques Dupont - 1954 - Jacques Dupont |